# Ronan Bennett
Pour les articles homonymes, voir Bennett.
Ronan Bennett, né en 1956, Merville Garden Village, Newtownabbey, est un écrivain et scénariste britannique.

## Biographie
Après une jeunesse engagée au côté de l'IRA officielle et quelques passages en prison, il étudie l'Histoire au King's College London et reçoit un Ph.D. en 1987. Il vit à Londres avec sa compagne Georgina Henry, édite Comment is free et collabore avec The Guardian.

## Œuvres

### Fictions
- 1991 : The Second Prison
- 1992 : Overthrown by Strangers
- 1998 : The Catastrophist
- 2004 : Havoc, in its Third Year
- 2006 : Zugzwang (2006) - (sorti en France sous le titre Mat (2009))

### Non-fictions
- 1990 : Stolen Years: Before and After Guildford, avec Paul Hill
- 1994 : Fire and Rain (Radio 4

## Filmographie

### Cinéma
- 1997 : Escape (A Further Gesture), aka The Break
- 1997 : Face
- 2001 : Lucky Break
- 2004 : La Cellule de Hambourg
- 2009 : Public Enemies

### Télévision
- 1993 : Love Lies Bleeding
- 1994 : A Man You Don't Meet Every Day
- 2001 : Rebel Heart
- 2002 : Fields of Gold
- 2011 : Hidden
- 2011 : Top Boy
- 2024 : The Day of the Jackal
- 2025 : MobLand

### Court-métrage
- 2002 : Do Armed Robbers Have Love Affairs?